# Otruba (Popovo-Lezhachí)
Otruba (en ruso: Отру́ба) es un jútor ruso perteneciente al óblast de Kursk. Situado en el suroeste del país, forma parte del asentamiento rural (selsovet) de Popovo-Lezhachí en el raión de Glushkovo.

## Toponimia
Otros nombres de importancia local son Snáguist (en ucraniano: Снагість).

## Geografía
Otruba está situado a orillas del río Seim, 23 km al oeste de Glushkovo y 138 km al suroeste de Kursk. A menos de 1 km está la frontera entre Rusia y Ucrania, y forma parte de la región histórica de Ucrania Libre.

## Historia
Desde el 6 de agosto de 2024, el pueblo fue escenario de una incursión en la óblast de Kursk de las Fuerzas Armadas de Ucrania en el transcurso de la guerra ruso-ucraniana.

## Demografía
La evolución demográfica de Otruba entre 2002 y 2010 fue la siguiente:
| 67                             | 1 |
| (Fuente: Population of Russia) |   |

En el censo de 2010, el 94% de la población eran rusos y el 4%, ucranianos.